# Yume de Aetara
Yume de Aetara (夢で逢えたら?), también conocido como If I See You in My Dream, es un manga escrito e ilustrado por Noriyuki Yamahana bajo el seudónimo de "Hanako"; fue publicado en la revista Business Jump de Shūeisha entre 1994 y 2000.

## Argumento
Cuenta la historia de Masuo Fuguno, un chico virgen que nunca había tenido novia en sus 24 años y que cree que estará solo toda la vida hasta que conoce a Nagisa. Le cuesta expresar sus sentimientos y esta perdidamente enamorado de ella. Sufre mucho por este amor porque continuamente es rechazado por Nagisa (aunque ella por dentro está enamorada de él) quien malinterpreta las buenas atenciones que Hamaoka le brinda a Masuo y la ayuda que este le da a Hamaoka. Aunque Masuo lo haga con otras intenciones y Hamaoka también está enamorada de él, Masuo solo quiere a Nagisa pero no puede rechazar a Hamaoka ya que no desea herir sus sentimientos, porque Fuguno conoce muy bien lo que se siente ser rechazado. Aun así Fuguno tratará por todos los medios de conquistar a Nagisa y dejarle bien en claro que sólo la ama a ella y que Hamaoka es una simple amiga. Claro que Nagisa lo encuentra en ciertas situaciones "incómodas" con Hamaoka.

## Versiones de anime
En 1998 fueron realizadas dos versiones de anime: entre abril y diciembre de 1998 fue lanzada una miniserie de tres episodios en formato OVA, y entre el 1 y el 25 de diciembre fue transmitida por TBS (en su bloque de programación "Wonderful"), una serie de televisión de 16 episodios de aproximadamente 7 minutos cada uno. Ambas versiones fueron producidas por TBS y J.C.Staff.
La serie de televisión tiene un tono más cómico que el OVA e involucra muchas de las primeras coincidencias desafortunadas previamente publicadas en el manga. En la serie de TV Masuo no encara la competencia de otros pretendientes de Nagisa (Kaizuka y Kujira) que aparecen en el OVA, en cambio debe encarar la dificultad de Nagisa de aceptar a los hombres.
Tanto la serie de TV como el OVA fueron licenciados por Locomotion, la primera fue estrenada en octubre del año 2002 y el OVA en junio del año 2003.

## Personajes
- Masuo Fuguno (フグ野 マスオ Fuguno Masuo?)

Es un chico tímido y muy indeciso para declarar su amor, además aprecia a su amiga Hamaoka por todas las atenciones que ella le da, pero estas atenciones ocasionan malinterpretaciones que finalmente llegan a echar a perder los planes de Masuo para poder andar con Nagisa. Aun así Masuo no se dará por vencido y luchará para obtener el amor de Nagisa. 
- Nagisa Shiozaki (潮崎渚 Shiozaki Nagisa?)

Es una chica linda pero muy indecisa con sus sentimientos porque no le gusta admitir cuando está enamorada de una persona. Su corazón fue roto por un maestro a quien ella amaba y este la dejó por otra. Este acontecimiento hizo que Nagisa ya no volviera a creer en las palabras de un hombre. Está enamorada de Masuo Fuguno aunque ella no lo quiera admitir y además es muy celosa cuando ve a Fuguno con Hamaoka. Ella cree que Fuguno solo está jugando con ella y es por eso que en varias ocasiones lo rechaza. 
- Miho Hamaoka (浜岡 美帆 Hamaoka Miho?)

Es una chica muy bella, se encuentra enamorada de Masuo y a diferencia de Nagisa, ella le ha confesado a Masuo su amor pero este no sabe que contestarle, aun así Hamaoka tratará conquistarlo por todos los medios. Esto le ocasiona muchos problemas de celos con Nagisa. Su padre es el dueño de la empresa en la que trabaja Masuo y es el causante de su traslado.
- Namiko Isobe (磯辺 波子 Isobe Namiko?)

Es la amiga fiel de Nagisa y siempre le da consejos a ella para que se decida a andar con Masuo. Trabaja en la misma empresa que Masuo y es muy diferente con él, le brinda su ayuda pero cobrándola (es de las chicas que le interesa mucho el dinero y no pierde el momento indicado para conseguirlo).

## Listas de episodios

### Serie de televisión
- 1. El trabajador apasionado
- 2. Corre, Masuo
- 3. La primera cita
- 4. Sé un hombre
- 5. Entrando al laberinto
- 6. Por no ser sincera
- 7. Incendiando corazones
- 8. Su enamorado es Santa Claus
- 9. Los sentimientos de Masuo
- 10. Prólogo
- 11. El sueño de Masuo
- 12. El beso
- 13. A un lugar nuevo
- 14. Sentimientos encontrados
- 15. Una noche de insomnio
- 16. Tiempo, ¡detente!

### OVAs
OVA 1: Un paraguas rojo bajo la lluvia

OVA 2: En el cielo luminoso de una noche de verano

OVA 3: Una nevada Nochebuena